# Aslan Aslanov
Aslan Ahmad oglu Aslanov (* 18. August 1951 im Bezirk Dschabrail, seinerzeit Sowjetunion, heute Aserbaidschan) ist ein aserbaidschanischer Journalist. Er ist Vorstandsvorsitzender der Aserbaidschanischen Staatlichen Nachrichtenagentur (AzerTAg).

## Leben
Aslan Aslanov absolvierte 1975 absolvierte die Fakultät für Journalistik der Aserbaidschanischen Staatlichen Universität. Von 1975 bis 1990 arbeitete er bei verschiedenen Zeitungen der Aserbaidschanischen Sozialistischen Sowjetrepublik.
Im Jahr 1992 wurde Aslanov Korrespondent der Staatlichen Nachrichtenagentur AzerTAg. Später arbeitete er als stellvertretender Chefredakteur und Chefredakteur. Von 1993 bis 2002 nahm er an ausländischen Staatsbesuchen des Präsidenten der Republik Aserbaidschan Heydar Aliyev als Sonderkorrespondent von AzerTAg teil. Im Jahr 1997 wurde Aslanov laut Erlass des Präsidenten zum stellvertretenden Direktor von AzerTAg ernannt, 2002 zu deren Generaldirektor.
Ab 2008 führte er den Vorsitz in der Gemeinschaft türksprachiger Nachrichtenagenturen. Von Juni 2011 bis März 2013 war er Präsident von BSANNA- der Allianz von der Assoziation der Nationalen Nachrichtenagenturen von 14 Mitgliedsstaaten der Schwarzmeer-Wirtschaftskooperation. Im September 2013 wurde er zum Vizepräsidenten von OANA gewählt. Auf dem IV. Weltkongress der Nachrichtenagenturen, der am 20. und 21. November 2013 in Er Riad stattfand, wurde er zum Vorstandsmitglied dieser Organisation gewählt. 2016–2019 war er Präsident des New Agencies World Congress und der Organisation der asiatisch-pazifischen Nachrichtenagenturen (OANA).
Nach dem Erlass des Präsidenten der Republik Aserbaidschan, Ilham Aliyev vom 15. März 2018 wurde er zum Vorstandsvorsitzenden der Aserbaidschanischen Staatlichen Nachrichtenagentur ernannt.
Aslan Aslanov ist verheiratet und hat einen Sohn.

## Mitgliedschaften (Beginn)
- 1979 Aserbaidschanischer Journalistenverein.
- 2007 Büro der Organisation von Nachrichtenagenturen im asiatisch-pazifischen Raum OANA[4].
- 2004 Staatliche Kommission für Kriegsgefangene und vermisste Personen der Republik Aserbaidschan,
- 2006 Koordinierungsrat der Weltaserbaidschaner
- 2010 Russische Philosophische Gesellschaft der Akademie der Wissenschaften Russlands
- 2013 Internationaler Expertenrat für „Weltrating“
- 2015 Nationalkommission der Republik Aserbaidschan für die UNESCO.[5]

## Auszeichnungen
- Ehrentitel des Verdienten Kulturschaffenden (2000)
- Medaille „Taraggi“ (2005)
- Orden für besondere Verdienste um das Vaterland (2010)
- Orden „Schöhrat“ für eine aktive Teilnahme am gesellschaftspolitischen Leben Aserbaidschans (2011)
- Orden „Freundschaft“ der Russischen Föderation (2011)
- Preisträger von Hasan Bey Zardabi, „Goldener Kugelschreiber“ und „Hohe Medien“ für seine journalistische Tätigkeit
- Jubiläums-Silbermedaille für seinen Beitrag zur Entwicklung der Integration von GUS-Staaten (2013)
- Orden erster Klasse „Für den Dienst am Vaterland“[6]